# Григорьева, Валентина Яковлевна
Валентина Яковлевна Григорьева (26 марта 1904, село Кувыка, Саратовская губерния — 25 марта 2000, Таганрог) — советский и российский живописец, прикладник (мозаика), педагог.

## Биография
С 1918 по 1924 год училась в таганрогской художественной школе А. М. Леонтовского и С. И. Блонской. До Великой Отечественной войны работала керамистом на фабрике керамических изделий. С 1943 по 1947 год работала в товариществе «Всекохудожник». С 1947 по 1967 год преподавала в изостудии Таганрогского Дома пионеров, в городских школах. Участвовала в городских выставках с 1947 года. Давала частные уроки рисунка и живописи.
Умерла В. Я. Григорьева 25 марта 2000 в Таганроге. Похоронена на старом городском кладбище (Николаевский переезд).

## Известные ученики
- Грачёва, Валентина Митрофановна (1934—1984) — российский скульптор-монументалист[1].
- Дурицкая, Наталья Ивановна (1960) — российская художница.
- Ладыгин, Эдуард Михайлович
- Легостаев, Анатолий Семёнович (1940) — российский живописец, заслуженный художник РСФСР, идейный вдохновитель ростовской арт-группы «Зелёный остров».
- Малинка, Виктор Александрович (1935) — российско-украинский художник, иллюстратор детской книги.
- Светлицкий, Валерий Григорьевич (1938—2018) — российский художник.
- Смолин, Юрий Александрович

## Семья
- Орлов, Василий Сергеевич (1910—2010) — муж, российский художник.